# Leptonemertes
Leptonemertes is een monotypisch geslacht van snoerwormen uit de familie Acteonemertidae.

## Soort
- Leptonemertes chalicophora (Graff, 1879)